# A Little Sister of Everybody
A Little Sister of Everybody er en amerikansk stumfilm fra 1918 af Robert Thornby.

## Medvirkende
- Bessie Love - Celeste Janvier
- Joseph J. Dowling - Nicholas Marinoff
- Hector Sarno - Ivan Marask
- George Fisher - Hugh Travers